# Stromata
Stromata (en grec antic: Στρώματα 'miscel·lànies') és la tercera obra en vuit llibres de la trilogia de Climent d'Alexandria sobre la vida cristiana. Les obres de Climent que han sobreviscut són: el Protrepticus (Exhortació), escrit cap a l'any 195, el Paedagogus (Tutor), escrit potser el 198 i aquest, Stromata escrit entre el 198 i el 203.

## Contingut
Climent li donà el títol de Stromateis (Στρωματεῖς 'mosaics') perquè tracta d'una gran varietat de temes. Va més enllà que el seu llibre predecessor i s'enfoca en la perfecció de la vida cristiana iniciant-se en la saviesa completa.
Stromata tracta sobre les bases de l'escriptura i de la tradició per donar testimoni de la fe cristiana i respondre a les demandes dels savis, i per conduir l'aprenent a la més pura realitat de les seves creences. Els continguts de la Stromata, tal com indica el seu títol, són diversos. Es discuteix el seu lloc a la trilogia: Climent tenia intenció inicialment d'escriure el Didasculus, una obra que complementaria l'orientació pràctica del Paedagogus amb una escolarització més intel·lectual en teologia. La Stromata és menys sistemàtica i ordenada que les altres obres de Climent. Eusebi va descriure els vuit llibres de l'obra, però només en sobreviuen set. Foci, que va escriure al segle ix, va trobar diversos textos annexats als manuscrits dels set llibres canònics, i es creu que el vuitè llibre original s'ha perdut.